# Kimberlin Brown
Kimberlin Ann Brown (Hayward, 29 giugno 1961) è un'attrice statunitense.
Nota per il ruolo di Sheila Carter in Febbre d'amore e Beautiful, di Rachel Reese Locke in General Hospital, di Paige Miller in Una vita da vivere e di Judge Mariam in La valle dei pini.

## Biografia

### Carriera
Nata nel 1961 fa il suo esordio nel 1984 in un episodio della serie Fantasilandia.
Dopo aver recitato in ruoli minori in famose soap opera come Capitol (1987) e Santa Barbara (1990), nel 1990 viene scelta per interpretare la cattiva Sheila Carter nella soap Febbre d'amore. Grazie a quella parte acquista molta popolarità oltre a ricevere la sua unica (per il momento) nomination all'Emmy Awards nel 1993 come miglior attrice non protagonista. Nel 1992 interpreta lo stesso ruolo nella soap-gemella Beautiful. Un grande successo per l'attrice che diventa uno dei personaggi più amati e odiati delle soap-opera. Grazie alla sua interpretazione riceve ben 5 nomination al Soap Opera Digest Awards (l'Oscar delle soap) dal 1993 al 1997 vincendolo per 2 volte nel 1993 e 1995 nella categoria di miglior cattiva. Nel 1998 esce dalla soap Beautiful, dove tornerà nel 2002 e nel 2003; torna a Febbre d'amore tra il 2005 e il 2006.
Alle soap ha alternato spesso film e altri telefilm, per esempio nel 1986 ha recitato con Gary Busey nel film A prova di vendetta, nel 1997 ha recitato con Dick Van Dyke nella serie Un detective in corsia.
Nel 2010 entra nel cast della soap La valle dei pini.
Nel 2017 torna, con grande sorpresa del pubblico, nel ruolo di Sheila Carter in Beautiful; uscirà di scena nel 2018. Rientra nel cast della soap nel 2021.

## Filmografia

### Cinema
- A scuola con papà (Back to School), regia di Alan Metter (1986)
- Who's That Girl, regia di James Foley (1987)
- 18 Again!, regia di Paul Flaherty (1988)

### Televisione
- Fantasilandia (Fantasy Island) – serie TV, episodio 7x20 (1984)
- Poliziotti alle Hawaii (Hawaiian Heat) – serie TV, episodio 1x10 (1984)
- T.J. Hooker – serie TV, episodio 5x07 (1985)
- Capitol – soap opera (1987)
- Santa Barbara – soap opera (1990)
- New Adam-12 – serie TV, episodio 1x03 (1990)
- Febbre d'amore (The Young and the Restless) – soap opera (1990-2006)
- Beautiful (The Bold and the Beautiful) – soap opera (1992-1998, 2002-2003, 2017-2018, 2021-in corso)
- Un detective in corsia (Diagnosis: Murder) – serie TV, episodio 4x19 (1997)
- Destini (Another World) – soap opera (1999)
- Port Charles – soap opera (1999-2001)
- General Hospital – soap opera (1999-2002)
- Six Feet Under – serie TV, episodio 3x01 (2003)
- Una vita da vivere (One Life to Live) – soap opera (2004-2005)
- La valle dei pini (All My Children) – soap opera (2010)

## Premi e riconoscimenti

### Emmy Awards
Nomination:
- Miglior attrice non protagonista in una serie drammatica, per Febbre d'amore (1993)

### Soap Opera Digest Awards
Vinti:
- Miglior cattiva in una soap-opera, per Beautiful (1993)
- Miglior cattiva in una soap-opera, per Beautiful (1995)

Nomination:
- Miglior cattiva in una soap-opera, per Beautiful (1994)
- Miglior cattiva in una soap-opera, per Beautiful (1996)
- Miglior cattiva in una soap-opera, per Beautiful (1997)

## Doppiatrici italiane
- Laura Boccanera in Beautiful, Un detective in corsia (ep. 4×19)